# Капралов, Андрей Николаевич
Андрей Николаевич Капралов (род. 7 октября 1980, Ленинград) — российский пловец.

## Карьера
Начал заниматься плаванием в ленинградском «Ижорце».
Участник нескольких чемпионатов мира и Европы.
Участвовал в играх Олимпиады-2000. На дистанции 200 метров вольным стилем оказался десятым. Участвовал в двух эстафетах, но тоже остался без наград. В эстафете 4 x 100 из-за фальстарта при передаче Капраловым эстафеты российская сборная была дисквалифицирована.
Принимал участие в Олимпиаде-2004. Выступал в трёх индивидуальных дисциплинах и двух эстафетах. Но результаты оказались не высокими.
На Олимпиаде-2008 участвовал лишь в эстафете 4×100 м вольным стилем, но российская четвёрка стала лишь девятой.